# Hugh Whytchirche
Hugh Whytchirche (falecido a 1 de janeiro de 1376) foi cónego de Windsor de 1352 a 1375.

## Carreira
Ele foi Reitor da Igreja de Santa Maria, Finchley a partir de 1335, e Reitor da Igreja de Santo André, Cotton, Suffolk a partir de 1361.
Em 1352, ele foi nomeado como primeiro cónego da primeira bancada na Capela de São Jorge, no Castelo de Windsor.